# Macrotocinclus
Macrotocinclus – rodzaj słodkowodnych ryb sumokształtnych z rodziny zbrojnikowatych (Loricariidae), utworzony w 2001. Zaliczono do niego 2 gatunki wyodrębnione z rodzaju Otocinclus, występujące w rzekach Brazylii, Paragwaju i Urugwaju:
- Macrotocinclus affinis – otocinklus przyujściowy[2]
- Macrotocinclus flexilis – otocinklus plamisty[2]

Gatunkiem typowym jest Otocinclus affinis (=M. affinis).
Część taksonomów (m.in. Schaefer et al. 2003, Delapieve et al. 2018) nie zaakceptowała wyodrębnienia tego rodzaju i nadal zalicza wymienione gatunki do Otocinclus, a Macrotocinclus uznaje za jego synonim.